# Dreye
Dreye ist ein Ortsteil der Gemeinde Weyhe mit 1.189 Einwohnern (Stand 2023). Dreye liegt direkt an der Weser und grenzt im Nordwesten an Bremen. 
Mit knapp 150 Gewerbebetrieben ist Dreye Gewerbeschwerpunkt der Gemeinde Weyhe. Die Nähe zur Weser und deren Seen bieten im Sommer ideale Badebedingungen, ferner sind ein Deichwanderweg sowie ein Jachthafen vorhanden. Freiwillige Feuerwehr und Sportverein dienen der Jugendbetreuung.

## Geschichte
Dreye wurde ab 1158 mit dem Privileg des deutschen Königs Friedrich I. Barbarossa besiedelt. Der Ort entwickelte sich aus einer Zollstation an der Weser bzw. an der Straße von Riede nach Bremen. Die Eisenbahnbrücke Dreye über die Weser wurde 1873 im Zuge des Baus der Bahnstrecke Wanne-Eickel–Hamburg (über Recklinghausen, Münster, Osnabrück, Bremen, Rotenburg (Wümme)) errichtet.  
Bis 1974 war Dreye Teil der Landgemeinde Kirchweyhe. Nach der Gebietsreform wurde Dreye mit Kirchweyhe, Sudweyhe und Leeste zur Gemeinde Weyhe vereinigt.
In Dreye wurden nach dem Bau der Bundesautobahn A1 viele neue Gewerbegebiete angelegt. Dreye ist heute der Hauptwirtschaftsstandort der Gemeinde Weyhe. Bekannteste Firma in Dreye ist Aldi mit dem Hauptlager und der Kaffeerösterei Markus Kaffee.

## Bevölkerungsentwicklung
1821 hatte Dreye 23 Häuser und 150 Einwohner; 1834 hatte Dreye 23 Häuser und gehörte zur Pfarrei Weyhe; 1895 waren es 45 Wohnhäuser mit 325 Einwohnern, und 1925 lag die Einwohnerschaft schon bei 465 Personen. Heute hat der Weyher Ortsteil gut 1200 Einwohner.

## Verkehr
Dreye liegt an der Bahnstrecke Osnabrück-Bremen und wird von der Regio-S-Bahn Bremen/Niedersachsen (Linie RS 2 Bremerhaven-Lehe–Twistringen) bedient.
| Linie | Verlauf | Takt                                                                |
| ----- | --- | ------------------------------------------------------------------- |
| RS 2  | Bremerhaven-Lehe – Bremerhaven Hbf – Bremerhaven-Wulsdorf – Loxstedt – Lunestedt – Stubben – Lübberstedt – Oldenbüttel – Osterholz-Scharmbeck – Ritterhude – Bremen-Burg – Bremen Hbf – Bremen-Hemelingen – Dreye – Kirchweyhe – Barrien – Syke – Bramstedt (b Syke) – Bassum – Twistringen Stand: Fahrplanwechsel Dezember 2023 | 60 min 30 min (Bremen Hbf–Bremerhaven-Lehe in der HVZ-Lastrichtung) |

Zudem befindet sich in direkter Nähe die Anschlussstelle Bremen-Arsten der A 1.